# Monstrilla conjunctiva
Monstrilla conjunctiva är en kräftdjursart som beskrevs av Giesbrecht 1902. Monstrilla conjunctiva ingår i släktet Monstrilla och familjen Monstrillidae. Arten är reproducerande i Sverige. Inga underarter finns listade i Catalogue of Life.